# Барух, Исидор
Исидор Барух (ивр. איזידור ברוך‎; 23 апреля 1910, Белград — 18 августа 1941, Ужички-Град) — югославский еврейский партизан, участник Народно-освободительной войны Югославии, Народный герой Югославии. Один из трёх братьев Барух (Исидор, Бора и Иосиф), участвовавших в войне.

## Биография
Родился 23 апреля 1910 года в Белграде в еврейской семье Илии и Булины Барухов. У Исидора были братья Бора и Иосиф, а также сёстры Рашела, Симха и Берта. Учился в средних школах Пожареваца и Ниша, а также на техническом факультете Белградского университета (окончил в 1938 году, получив диплом инженера-машиностроителя). Во время учёбы вступил в революционное движение и стал членом Коммунистической партии Югославии. Арестовывался не раз за антимонархические выступления.
После окончания учёбы Исидор уехал работать на завод в Смедеревской-Паланке, где проявлял революционную активность и занимался вовлечением рабочих в революционное движение, за что был уволен. Уехал в Белград и устроился работать на фабрику «Микрон», откуда также был уволен (за распространение запрещённой литературы). Во время учёбы Исидор интересовался культурой, что позволило ему перевести несколько книг по марксизму на сербский и опубликовать их с помощью издательства «Бели медвед».
В середине 1940 года Барух был арестован и приговорён государственным судом к 8 месяцам тюрьмы, а в августе отправлен в тюрьму на Аде-Циганлии. Вскоре Баруха перевели в тюрьму в Билечу за попытку бегства, однако после капитуляции Югославии в Апрельской войне он сбежал из тюрьмы, примкнув к сопротивлению. До конца мая 1941 года Исидор находился на нелегальном положении, а затем по приказу Сербского краевого комитета КПЮ отправился в Ужице для мобилизации добровольцев в партизанское движение. В Косериче он был партизанским руководителем, а после образования Ужицкого партизанского отряда стал комиссаром (политруком) в Черногорской партизанской роте. Чуть позже Исидор занял аналогичный пост в Ужицкой роте имени Радое Марича в том же Ужицком партизанском отряде.
Исидор Барух оказал значительную помощь партизанскому движению в Ужице и его окрестностях. Однако 18 августа 1941 года он погиб в бою против немецко-албанских войск. В тот день 1-й батальон 724-го пехотного полка вермахта и албанские жандармы из Косовской-Митровицы окружили Ужицкую роту с целью её ликвидации. Рота выбралась из окружения, но потеряла пять человек убитыми (в том числе и Баруха). 
6 июля 1953 года Иосип Броз Тито своим указом присвоил Исидору Баруху посмертно звание Народного героя Югославии.

## Память
Именем Исидора Баруха названы несколько улиц в городах Сербии, а также начальная школа в Белграде. В Белграде памятником культуры объявлен дом братьев Барух, в котором все трое когда-то жили.